# Protokol (diplomatika)
Protokol je v diplomatice označení pro úvodní část listiny.

## Součásti
Protokol jako úvodní oddíl listiny může obsahovat některou z následujících částí:
- Invokace: vzývání Božího jména
- Intitulace: označení vydavatele listiny
- Inskripce: označení příjemce listiny
- Salutace: pozdravná formule

V úvodu listiny se mohou vyskytovat i formule obvykle obsažené v textu, např. arenga či promulgace.

## Příklady
1249 (invokace, intitulace a salutace)
In nomine domini amen. Nos Wencezlaus dei gracia rex Bohemie et Moravie. Omnibus presentem paginam inspecturis salutem in perpetuum.
Ve jménu božím amen. My Václav z boží milosti král Český a Moravský. Všem přítomným list opatrujícím zdraví na věky.
10. června 1262 (intitulace, inscripce a salutace)
Ottakarus dei gracia Boemorum rex, dux Austrie et Stirie et marchio Moravie. Providis et discretis viris, judici et cuibus in Lithomierzicz graciam suam et omne bonum.
Otakar z Boží milosti král Čechů, vévoda Rakouský a Štýrský a markrabě Moravský. Moudrým a opatrným mužům, rychtáři a měšťanům v Litoměřicích milost svou a vše dobré.
1. května 1272 (invokace, intitulace a salutace)
In nomine sancte et individue Trinitatis amen. Othakarus dei gracia Boemie rex, dux Austrie et Stirie et Karinthie marchioque Moravie, dominus Carnyole, marchie Egre ac Portus Naonys. Omnibus imperpetuum.
Ve jménu svaté a nerozdílné Trojice amen. Otakar z Boží milosti král Český, vévoda Rakouský, Štýrský, Korutanský a markrabě Moravský, pán Kraňska, vládce Chebu a Pordenone. Všem na věčnost.
8. června 1278 (arenga, intitulace, promulgace, inskripce)
Ditrimentum pati poterunt gesta sive paccio mortalium, nisi valido litterarum et testium vigore fulcita roborentur. Nos igitur Heinricus, Zmilo et Vlricus necnon Reinmundus, germani sive fratres de Luchtenburch, innotescere volumus presentibus et victuris, presens scriptum inspecturis, quod nos dilectorum civium nostrorum in Broda...
Újmu by mohly utrpět události nebo dohoda lidí smrtelných, leda by byly stvrzeny mocí listů a svědků. Proto my Jindřich, Smil a Oldřich i také Rajmund, bratři z Lichtenburka chceme oznámit tímto listem nynějším i budoucím, kdo by tento list viděl, že našich milých mašťanů v Brodu...
12. února 1377 (intitulace, promulgace, inskripce)
Wir Wenczlaw von gotis gnaden Romischer kunig zu allen czeiten merer des reichs und kunig ze Beheim bekennen und tun kunt offenlich mit diesem brieve allen den, die yn sehen oder horen lesen, wann der rate, schepffen, gesworne und gemeinlichen die burger der stat zu Bruxe, unser lieben getrewen mit den burgern gemeinlichn der stete zu Laun, Sacz, Slan und Leuthmericz...
My Václav z Boží milosti Římský král po všechny časy rozmnožitel říše a král český oznamujeme a zveřejňujeme tímto listem všem těm, kteří jej uvidí nebo čtoucí uslyší, že rada, starší, přísežní a všichni měšťané města Mostu věrní naši milí spolu s měšťany měst Loun, Žatce, Slaného a Litoměřic...
30. prosince 1420 (intitulace, promulgace, inskripce s částí narace)
Wir Sigmund von gotes gnaden Romischer kunig czu allen czijten merer des richs und zu Hungern, zu Behem, Dalmacien, Croacien etc. kunig bekennen und tun kunt offembar mit disem brief allen den, die in sehen ader horen lesen, das fur uns kommen sind der burgermeistere, rate und burgere gemeinlichen der stat zu Bruxe, unsere liebe getrewen und...
My Zikmund z Boží milosti Římský král po všechny časy rozmnožitel říše a Uherský, Český, Dalmatský, Chorvatský atd. král oznamujeme a zveřejňujeme tímto listem všem těm, kteří jej uvidí nebo čtený uslyší, že před nás předstoupili purkmistr, rada a měšťané obce města Mostu, věrní naši milí a...
23. října 1467 (inskripce, intitulace)
My Jiří, z boží milosti král Český, markrabě Moravský, Lucemburský a Slezský vévoda a markrabě Lužicský etc. oznamujem vám purgrmistru, conšelom i obci města Mostu věrným našim milým tímto listem, že...
16. října 1574 (zkrácený protokol v missivu)
Maximilián druhý, z boží milosti volený Římský císař a Uherský, Český etc. král etc. Opatrní věrní naši milí. 
16. října 1595 (protokol s datací a dvěma spoluvydavateli)
Léta Páně tisícého pětistého devadesátého pátého, ve čtvrtek po svatém Diviši stala se smlauva a trh celý a dokonalý mezi nejjasnějším a nejnepřemoženějším a velikomocným knížetem a pánem panem Rudolfem druhým, voleným Římským císařem, Uherským a Českým králem s jedné a opatrnými purkmistrem a konšeli, staršími obecními i vší obcí města Mostu z strany druhé.